# John George Taylor
Pour les articles homonymes, voir Taylor.
John George Taylor, né entre 1818 et 1822 et mort après 1876, est un administrateur colonial du Foreign Office et archéologue britannique du XIXe siècle.
Il a été l'un des premiers archéologues à explorer les tumulus funéraires proéminents de la région du golfe Persique où il a fait d'importantes découvertes.

## Biographie
Il est le fils du capitaine (plus tard colonel) Robert Taylor, agent politique adjoint britannique à Bassora de 1818 à 1822. Le colonel Taylor acquiert en 1830 le Taylor prism (en) qui a été acheté à sa veuve en 1850 par le British Museum.

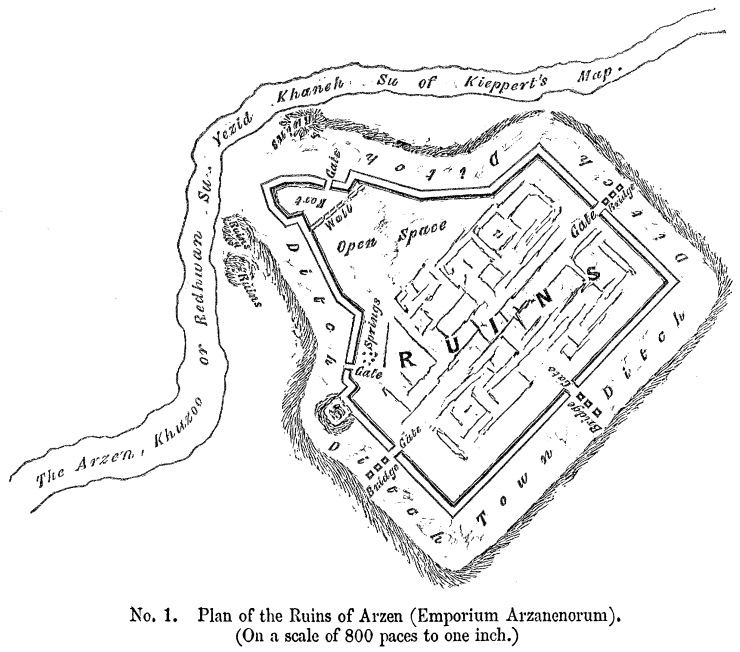
L'un des croquis de Taylor, de l'ancienne forteresse d'Arzen, tiré de ses Voyages au Kurdistan (1865)

John Taylor est nommé agent de la Compagnie britannique des Indes orientales (7 août 1851) et vice-consul britannique à Bassora le 3 mars 1852. Il le restera jusqu'en 1858. À Bassora, il est instruit par le ganzibra mandéen (grand prêtre) Adam Yuhana, père de Yahya Bihram (en). Taylor collecte divers manuscrits mandéens, qui ont ensuite été donnés par sa femme à la British Library en 1860.
Taylor est également consul général britannique à Téhéran (1859), résidant alternativement à Diyarbakir (18 juin 1860) et Erzurum (9 août 1865). Il voyage beaucoup dans sa région consulaire et publie certains de ses récits de voyage dans le Journal of the Royal Geographical Society (en). En 1866, il est l'un des premiers étrangers à pénétrer dans la région du Dersim. Son rapport sur ce voyage (Journal d'un voyage en Arménie, au Kurdistan et en Haute Mésopotamie, avec notes de recherches dans le Deyrsim Dagh) conserve à ce jour (2023) son importance comme l'une des premières sources de l'histoire, de la géographie et de l'anthropologie de cette région.
Le 29 mai 1874, il est nommé consul à Raguse et prend sa retraite le 9 novembre 1876.

### Archéologie
Taylor a travaillé en Irak sous la supervision d'Henry Rawlinson, le père de l'assyriologie.
Après une visite par William Kennett Loftus au site d'Ur, Taylor y commence des excavations en 1853-1854,,. Il travaille pour le compte du British Museum. Il découvre des cylindres d'argile dans les quatre coins de la scène supérieure de la ziggourat qui porte une inscription de Nabonide (Nabuna'id), le dernier roi de Babylone (539 av. J.-C.), se terminant par une prière pour son fils Belshar-uzur (Bel- ŝarra-Uzur), le Balthazar du Livre de Daniel. Il s'agit du cylindre de Nabonide.
Des preuves sont trouvées de restaurations antérieures de la ziggourat par Ishme-Dagan d'Isin, également plus tard par Shu-Sîn d'Ur, et encore plus tard par Kurigalzu, un roi kassite de Babylone au XIVe siècle avant notre ère. Tout autour de la ville, Taylor a également trouvé d'abondants vestiges de sépultures d'époques ultérieures.
En 1855, il fouille Abu Shahrain (Eridu) et Tell al-Lahm (Kuara). En 1858-1858, il est le premier à décrire la source du Tigre ainsi que le cours supérieur de l'Euphrate.
Il explore en 1861 Kurkh près de Diyarbakir, où il découvre la stèle d'Assurnasirpal II (British Museum, ME 118883). L'emplacement de Kurkh près de Diyarbekir n'est pas entièrement certain, mais il pourrait s'agir du site de l'ancien Tushhan, près de la ville moderne de Bismil en Turquie. Kurkh peut aussi avoir été la ville voisine d'Üçtepe, dans le district de Bismil.
En 1861, à Kurkh, il découvre également la stèle de Salmanazar III (ME 118884). Il s'agit du monolithe de Kurkh, un monument assyrien qui contient une description de la bataille de Qarqar (British Museum).

## Publications
Il a publié pour la première fois les résultats de ses fouilles dans le sud de l'Irak dans le Journal of the Royal Asiatic Society (en) de 1855 ; cet article est apparu sous le nom incorrect de JE Taylor, attribution erronée qui est depuis répétée dans plusieurs autres publications.
- Notes on Abu Shahrein and Tel-el-Lahm, in Journal of the Royal Asiatic Society of Great Britain and Ireland, vol. 15, 1855, p. 404–415.
- Notes on the Ruins of Muqeyer, in Journal of the Royal Asiatic Society of Great Britain and Ireland, vol. 15, 1855, p. 260–276.
- « Travels in Kurdistan, with Notices of the Sources of the Eastern and Western Tigris, and Ancient Ruins in Their Neighbourhood », Wiley, vol. 35,‎ 1865, p. 21–58 (DOI 10.2307/3698077, JSTOR 3698077)
- Journal of a tour in Armenia, Kurdistan and Upper Mesopotamia, with Notes of Researches in the Deyrsim Dagh, in 1866, in: Journal of the Royal Geographical Society of London, vol. 38, 1868, p. 281–361